# Traité de Little Arkansas
Le traité de Little Arkansas regroupe sous son appellation une série de traités signés en octobre 1865 entre les États-Unis et les Cheyennes, Arapahos, Kiowas, Comanches et Kiowa-Apaches près de la ville actuelle de Wichita au Kansas.
Selon les termes des traités, les tribus devaient céder leurs terres au nord de la rivière Arkansas en échange de réserves et de paiements annuels durant 40 ans.
Les réserves ne furent jamais créées et la guerre se poursuivit jusqu'au traité de Medicine Lodge de 1867.